# Matti Luttinen
Vilho Matti Luttinen (* 14. Mai 1936 in Haapavesi, Nordösterbotten; † 14. Mai 2009 in Lahti, Päijät-Häme) war ein finnischer Politiker der Sozialdemokratischen Partei Finnlands (SDP), der von 1975 bis 1995 Mitglied des Parlaments war. Er war zwischen 1983 und 1984 Innenminister sowie von 1984 bis 1987 Verkehrsminister.

## Leben

### Gewerkschafter, Kommunalpolitiker und Abgeordneter
Vilho Matti Luttinen arbeitete nach dem Schulbesuch zwischen 1952 und 1960 in der zum Verpackungshersteller Huhtamäki gehörenden Lebensmittelfabrik Mensa in Hämeenlinna sowie danach von 1960 bis 1965 im Fleischverarbeitungsbetrieb des Genossenschaftlichen Großhandels OTK (Osuustukkukauppa) in Lahti. Er engagierte sich dort gewerkschaftlich in der Lebensmittelarbeitergewerkschaft SEL (Suomen Elintarviketyöläisten Liitto) und wurde zwischen 1962 und 1965 zum leitenden Vertrauensmann gewählt. Danach begann er sein politisches Engagement für die Sozialdemokratische Partei Finnlands (SDP) und war zunächst Sekretär der SDP Lahti und gehörte zwischen 1969 und 1992 als Mitglied dem Stadtrat von Lahti an. Beruflich war er zwischen 1969 und 1975 als Sekretär und Abteilungsleiter der OTK. 1970 wurde er zum Vorsitzenden der SDP Lahti gewählt und bekleidete diese Funktion mehr als 20 Jahre lang bis 1991. Er gehörte 1971 sowie erneut von 1973 bis 1975 als Mitglied der Stadtregierung Lahti an und war zudem zwischen 1974 und 1977 Vorstandsmitglied des Zentralverbandes für Raumordnung.
Am 27. September 1975 wurde Luttinen für die SDP erstmals Mitglied des Parlaments und gehörte diesem fast 20 Jahre lang bis zum 23. März 1995 an. Während seiner Parlamentszugehörigkeit wurde er 1977 Mitglied des Ausschusses für Grundrechte und fungierte danach zwischen 1977 und 1980 auch als Vorsitzender des Rates des Regionalen Planungsverbandes der Landschaft Päijät-Häme sowie von 1981 bis 1988 als Vorsitzender der Regierung des Landschaft Päijät-Häme. Des Weiteren war er 1978, 1982 und 1988 Mitglied des Wahlmännergremiums für die Wahl des Präsidenten der Republik Finnland. 1982 war er zunächst stellvertretender Vorsitzender des Umweltausschusses sowie von 1982 bis 1983 stellvertretender Vorsitzender des Genossenschaftsausschusses des Parlaments.

### Minister und Manager
Im vierten Kabinett Sorsa wurde Matti Luttinen am 6. Mai 1983 zunächst Minister im Innenministerium und bekleidete dieses Amt bis zum 30. September 1983. Im Zuge einer Kabinettsumbildung löste er wiederum am 1. Oktober 1983 Matti Ahde als Innenminister ab und hatte diese Funktion bis zum 30. November 1984 inne, woraufhin Kaisa Raatikainen seine Nachfolge antrat. Er selbst wiederum wurde im Rahmen dieser Regierungsumbildung am 1. Dezember 1984 Nachfolger von Matti Puhakka als Verkehrsminister und hatte dieses Amt bis zum Ende der Amtszeit von Ministerpräsident Kalevi Sorsa am 30. April 1987 inne. Nach seinem Ausscheiden aus der Regierung war er zwischen 1987 und 1997 Vorsitzender des Aufsichtsrates des Lastkraftwagenherstellers Sisu Auto sowie zugleich von 1988 bis 1995 Vorsitzender des Verwaltungsrates des zu Akzo Nobel gehörenden Chemikalienherstellers EKA.
Luttinen war von 1989 bis 1991 stellvertretender Vorsitzender des 2. Parlamentarischen Verkehrsausschusses sowie zugleich zwischen 1989 und 1992 Vorsitzender des Stadtrates von Lahti. Nachdem er zwischen 1990 und 1991 Mitglied des Parteivorstandes der Sozialdemokratischen Partei war, gehörte er von 1993 bis 1996 dem Parteirat der SDP als Mitglied an. Er war zudem zwischen 1993 und 1994 stellvertretender Vorstandsvorsitzender sowie von 1995 bis 1996 Vorstandsmitglied des Wärmekraftwerkes Lahti. 1995 wurde ihm der Dienstgrad eines Feldwebels (vääpeli) verliehen. 1999 wurde ihm zudem der Ehrentitel Staatsrat verliehen.
Vilho Matti Luttinen verstarb am 14. Mai 2009 an seinem 73. Geburtstag. Aus seiner 1955 geschlossenen Ehe gingen zwei Kinder hervor. Sein Sohn Tapio Luttinen war von 1997 bis 2004 ebenfalls Vorsitzender des Stadtrats von Lahti.